# Henry Serrano Villard
Henry Serrano Villard (Manhattan, Nueva York, 30 de  marzo de 1900 - Los Ángeles, California, 21 de enero de 1996) fue un diplomático y escritor estadounidense. 
Era biznieto del periodista y abolicionista William Lloyd Garrison y nieto del magnate del ferrocarril Henry Villard. Durante la Primera Guerra Mundial trabajó como conductor de ambulancias voluntario, donde conoció y se hizo amigo de Ernest Hemingway cuando ambos eran pacientes en un hospital de la Cruz Roja de Milán. En 1921 se graduó en Harvard. Ingresó en el Servicio Exterior de los Estados Unidos en 1928 siendo nombrado vicecónsul en Teherán, Irán. En su calidad de experto en África fue uno de los líderes dentro del Departamento de Estado en la planificación de la invasión aliada del Norte de África durante la Segunda Guerra Mundial (1942). Después del éxito de la operación se desempeñó como enlace de los Estados Unidos con las fuerzas de la Francia Libre en el norte de África . Con posterioridad siguió una brillante carrera diplomática que le llevó a ser el primer embajador de los Estados Unidos en Libia de 1952 a 1954. De 1958 a 1960 fue embajador en la Oficina europea de las Naciones Unidas. Posteriormente fue embajador en Senegal y Mauritania (con residencia en Dakar) de 1960 a 1961, tras lo cual se retiró del Servicio Exterior. Comenzó entonces su carrera como escritor llegando a escribir varios libros (ninguno de los cuales han sido traducidos al castellano hasta la fecha). Murió de neumonia a los 95 años de edad.